# 富久山町北小泉
富久山町北小泉（ふくやままち　きたこいずみ）は、福島県郡山市の大字である。郵便番号は963-0672。

## 地理
郡山市中部の富久山地区に属する。南で富久山町南小泉、西で富久山町福原、北で富久山町堂坂、西で田村郡三春町下舞木とそれぞれ隣接する。概ね町村制施行以前の田村郡北小泉村の流れを汲む地域である。一級水系阿武隈川右岸部、支流の桜川再下流部右岸域を主な範囲とする。西側の阿武隈川沿いの平地に田畑が広がり、東側の高台には畑が広がり、南部の台地端部に集落が広がる。富久山町福原に所在する郡山北警察署富久山交番、及び富久山町八山田に所在する郡山消防署富久山分署がそれぞれ管轄にあたる。

### 主な字
字
- 西屋敷
- 清水
- 前田
- 山中
- 樋鼻

- 荒屋敷
- 屋敷内
- 屋敷添
- 儘田

### 河川・湖沼
一級水系阿武隈川水系
- 阿武隈川
  - 桜川

## 歴史
- 1879年1月27日 - 旧守山藩領北小泉村が福島県内における郡区町村制の施行により田村郡の村となる。
- 1889年4月1日 - 町村制の施行により北小泉村が周辺11村と合併し田村郡巌江村が発足する。旧北小泉村域は巌江村の大字となる。
- 1889年7月23日 - 巌江村の一部が分立し小泉村が発足。小泉村の大字となる。
- 1954年3月31日 - 小泉村が安積郡富久山町に編入され、富久山町の大字となる。
- 1965年5月1日 - 富久山町が郡山市、安積郡全町村および田村郡田村町と合併し新たな郡山市が設立され、郡山市の大字となる。

## 世帯数と人口
2024年1月1日現在の世帯数と人口は以下の通りである。
| 大字           | 世帯数 | 人口  |
| -------------- | ------ | ----- |
| 富久山町北小泉 | 77世帯 | 173人 |

## 小・中学校の学区
市立小・中学校に通う場合、学区は以下の通りとなる。
| 番地 | 小学校             | 中学校             |
| ---- | ------------------ | ------------------ |
| 全域 | 郡山市立小泉小学校 | 郡山市立明健中学校 |

## 交通

### 道路
- 国道288号（三春街道）
  - 逢隈橋
- 国道288号 富久山バイパス
  - 富久山大橋
- 福島県道73号二本松金屋線

## 施設等
- 郡山市立小泉小学校
- 富久山公民館 小泉分館
- 小泉郵便局